# Alberto De Martino (politico)
Alberto De Martino (Napoli, 3 gennaio 1882 – 13 luglio 1956) è stato un politico italiano, deputato della I legislatura della Repubblica Italiana.

## Biografia
Funzionario pubblico. Nel 1948 viene candidato ed eletto con la Democrazia Cristiana alla Camera dei deputati per la I legislatura della Repubblica Italiana; rimane in carica fino al 1953.
Muore il 13 luglio 1956, all'età di 74 anni.